# 昭和43年台風第7号
昭和43年台風第7号（しょうわ43ねんたいふうだい7ごう、国際名：ポリー/Polly）は1968年（昭和43年）8月7日に発生し、日本に被害をもたらした台風である。

## 概要

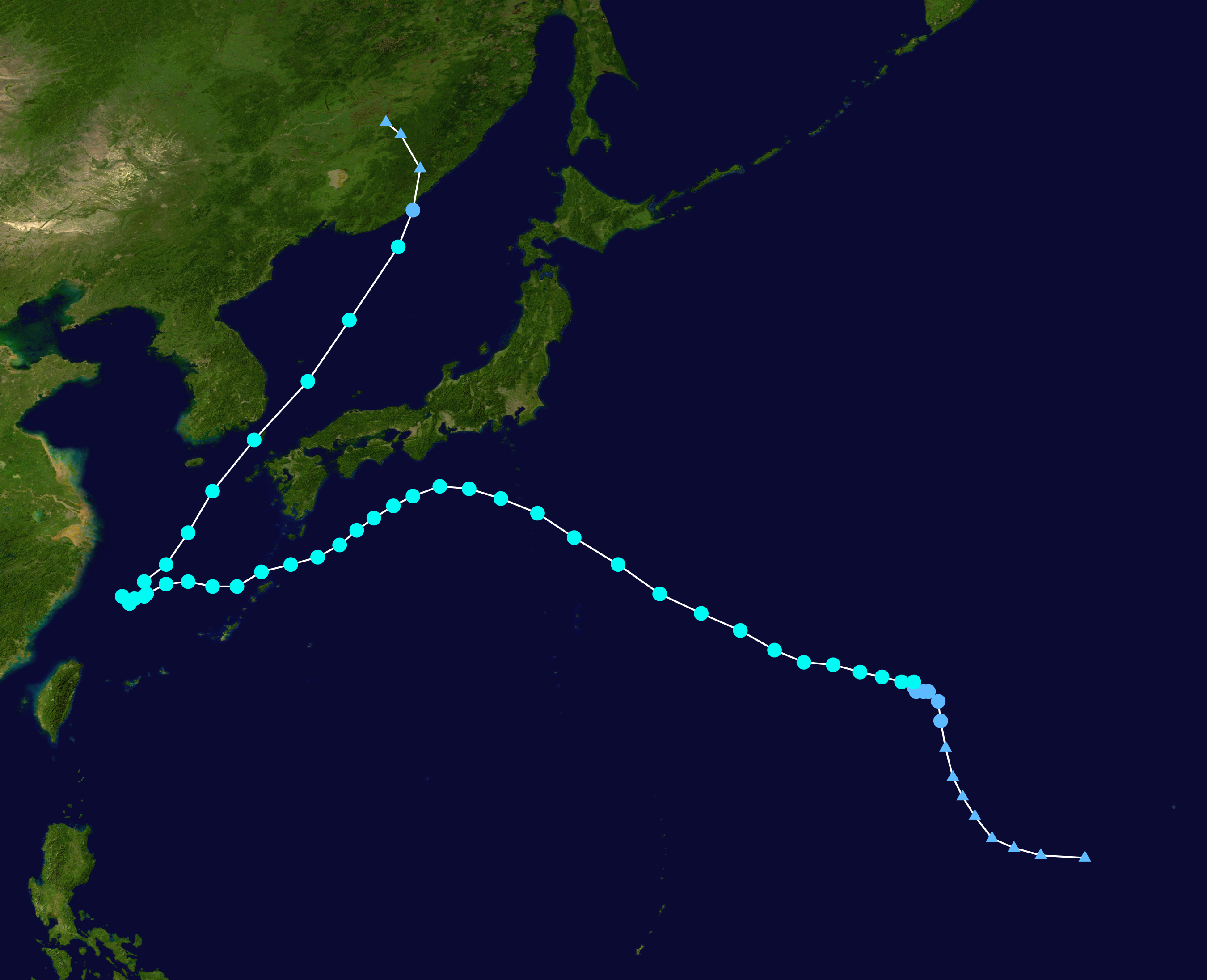
進路図

8月3日21時に日本のはるか南東の海上で熱帯低気圧が発生。8月7日9時に南鳥島近海の北緯24度2分、東経155度6分で台風第7号（ポリー/Polly）になった。台風は日本列島へ向けて西北に進み、11日3時には本州の南海上まで進み、その後はゆっくりと南西へと進んで13日9時には徳之島へ中心気圧985hPaで接近した。台風は沖縄近海で速度が落ち、13日9時～15日15時にかけて東シナ海で停滞。14日21時には進路を北東に変えて九州に、16日15時に対馬へ中心気圧970hPaで接近し、同日18時には日本海へと抜け、17日21時にソ連（当時。現・ロシア）沿海地方の北緯45度4分、東経135度8分の地点で温帯低気圧に変わった。この台風のように、一旦東シナ海上で停滞し、急激にUターンするような進路はかなり珍しく、複雑な進路であった。
この台風の影響で、九州北部沖では船舶被害が発生し、17日夜から18日にかけては元台風の低気圧から延びる秋雨前線（寒冷前線）の影響で中部地方を中心に非常に激しい大雨となり、特に岐阜県郡上郡美並村（現・郡上市美並）では1時間に100mmを越す雨量を観測した。この豪雨に見舞われた岐阜県白川町では観光バス2台が土砂崩れに巻き込まれて増水した飛騨川に転落し、104人が死亡した。

## 被害
- 死者112人 [1]
- 行方不明者21人
- 負傷者63人